# Hercostomus ruficauda
Hercostomus ruficauda är en tvåvingeart som först beskrevs av Zetterstedt 1859.  Hercostomus ruficauda ingår i släktet Hercostomus, och familjen styltflugor. Arten är reproducerande i Sverige.